# 康斯坦丁·列昂季耶夫

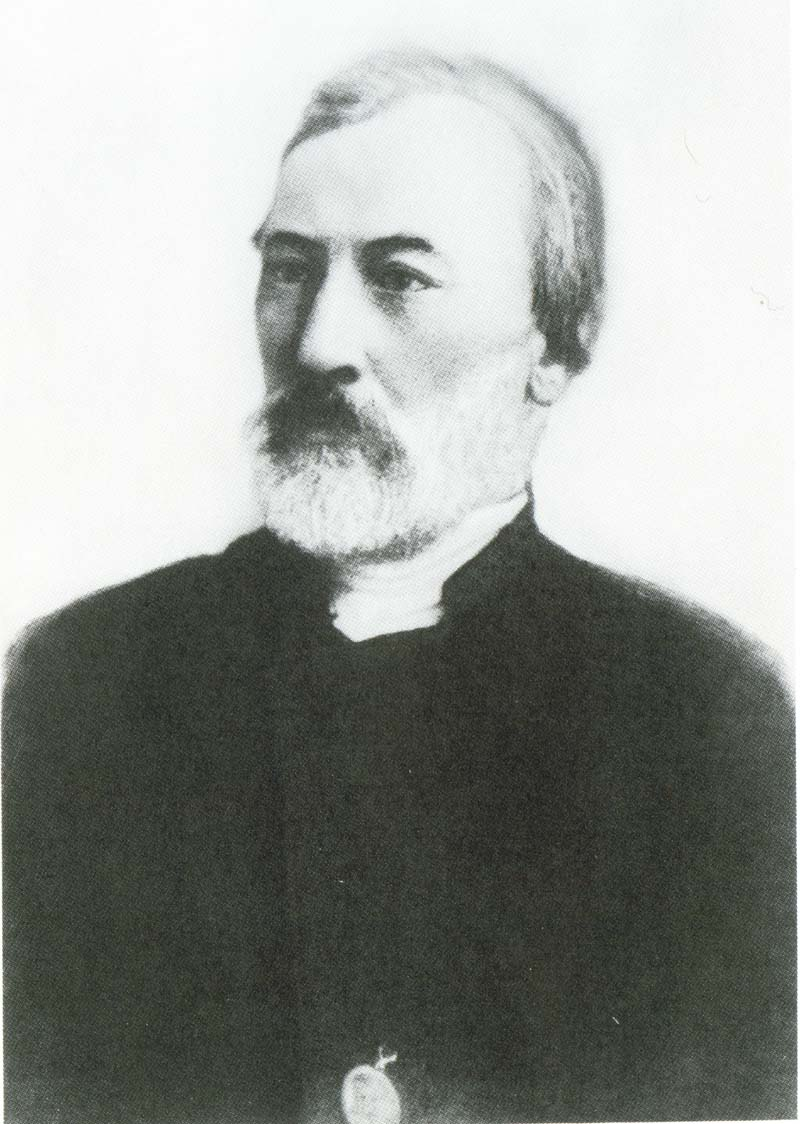
康斯坦丁·列昂季耶夫 (1880年)

康斯坦丁·列昂季耶夫（俄语：Константи́н Никола́евич Лео́нтьев，1831年1月25日—1891年11月24日），教名为“克莱门特”，是俄罗斯帝国时期的哲学家、作家、社会活动家和君主主义者。列昂季耶夫致力于抵制西方的自由主义、功利主义和革命思潮对俄国的影响，他还主张俄罗斯的文化与领土应向东扩张至印度和中国。

## 文献来源
- Against the Current: Selected Writings, Konstantin Leontiev, Wybright and Talley Publishers, New York, 1969.